# Thorigny-sur-le-Mignon
 Thorigny-sur-le-Mignon  es una población y comuna francesa, situada en la región de Poitou-Charentes, departamento de Deux-Sèvres, en el distrito de Niort y cantón de Beauvoir-sur-Niort.

## Demografía
| 71 | 62 | 58 | 64 | 70 | 59 |
| Para los censos de 1962 a 1999 la población legal corresponde a la población sin duplicidades (Fuente: INSEE [Consultar]) |    |    |    |    |    |